# Cumaná
Cumaná är en stad och huvudort i delstaten Sucre i Venezuela. Staden ligger 402 kilometer öster om Caracas, vid kusten till Karibiska havet, och uppskattas ha över 300 000 invånare.
Cumaná var en av de första europeiska bosättningar som grundades på det sydamerikanska fastlandet. 1515 kom munkar tillhörande Franciskanorden, men framgångsrikt motstånd från den ursprungliga befolkningen tvingade dem tillbaka. 1521 etablerade spanjorerna under ledning av Gonzalo de Ocampo bosättningen igen och återuppbyggde klostret. Efter att hotet från attacker av ursprungsbefolkningen minskat, drabbades staden vid flera tillfällen av jordbävningar. Nästan inget av stadens äldsta arkitektur finns därför bevarad idag, men från sent 1600- och 1700-tal finns lite bevarat.
Ett äldre spanskt fort, Castillo de San Antonio de la Eminencia, finns bevarat i närheten av staden och kan besökas av allmänheten. Bevarat är även fortet Castillo de Santa Maria de la Cabeza, som byggdes 1669.  Det finns även ett museum, Museo del Mar, ett campus som ingår i Universidad de Oriente och en livlig hamn. I närheten av staden ligger Mochima National Park, som hyser några av Venezuelas finaste stränder.
Staden är också födelseort för Antonio José de Sucre, en av de mer framstående ledarna för de sydamerikanska koloniernas självständighetskrig, och Andrés Eloy Blanco, en av Venezuelas mer berömda poeter.

## Klimat
|                                            | Jan | Feb | Mar | Apr | Maj  | Jun   | Jul   | Aug   | Sep  | Okt  | Nov  | Dec  |
| ------------------------------------------ | --- | --- | --- | --- | ---- | ----- | ----- | ----- | ---- | ---- | ---- | ---- |
| Normaldygnets maximitemperaturs medelvärde | 31  | 32  | 32  | 32  | 33   | 32    | 32    | 32    | 32   | 33   | 32   | 32   |
| Normaldygnets minimitemperaturs medelvärde | 20  | 21  | 22  | 23  | 23   | 23    | 23    | 23    | 23   | 23   | 22   | 21   |
|                                            |     |     |     |     |      |       |       |       |      |      |      |      |
| Nederbörd                                  | 7,6 | 2,5 | 2,5 | 7,6 | 48,3 | 104,1 | 119,4 | 121,9 | 83,8 | 58,4 | 43,2 | 22,9 |

| Diagram | temperaturer i °C • månadsnederbörd i mm • Källa: | temperaturer i °C • månadsnederbörd i mm • Källa: | temperaturer i °C • månadsnederbörd i mm • Källa: | temperaturer i °C • månadsnederbörd i mm • Källa: | temperaturer i °C • månadsnederbörd i mm • Källa: | temperaturer i °C • månadsnederbörd i mm • Källa: | temperaturer i °C • månadsnederbörd i mm • Källa: | temperaturer i °C • månadsnederbörd i mm • Källa: | temperaturer i °C • månadsnederbörd i mm • Källa: | temperaturer i °C • månadsnederbörd i mm • Källa: | temperaturer i °C • månadsnederbörd i mm • Källa: | temperaturer i °C • månadsnederbörd i mm • Källa: |
|         | 8 31 20                                           | 3 32 21                                           | 3 32 22                                           | 8 32 23                                           | 48 33 23                                          | 104 32 23                                         | 119 32 23                                         | 122 32 23                                         | 84 32 23                                          | 58 33 23                                          | 43 32 22                                          | 23 32 21                                          |